# Sona (język sztuczny)
Język sona – język sztuczny stworzony przez Kennetha Searighta w 1935 r.

## Powstanie i wpływy
Searight stworzył język sona jako odpowiedź na eurocentryzm rozpowszechnionych wtedy języków sztucznych jak esperanto i ido. Jednocześnie chciał uniknąć stworzenia języka a priori, ponieważ znane wtedy języki tego rodzaju jak solresol czy ro były niepraktyczne.
Na język wpłynęły perski, turecki, arabski, rosyjski, chiński i japoński, a także angielski.

## Morfologia i słowotwórstwo
Sona obejmuje 375 słów podstawowych, w tym 360 rdzeni i 15 partykuł, z których można zbudować całe potrzebne słownictwo. Język jest, tak jak japoński, aglutynacyjny (zobacz niżej rako) i wykazuje, jak japoński (i częściowo angielski), silną tendencję do izolacji, co widać w przykładzie z kotem i szczurem.

## Przykłady
- xe den jan = Kot bierze szczura.
- jan den xe = Szczur bierze kota.
- xe ru = Kot odchodzi.
- an na sa laba ci Ruso = Ona nie mówi po rosyjsku.
- ra = Mężczyzna.
- ko = Dziecko.
- rako = Chłopiec

 Ranjosi jolen  (Ojcze nasz)
o paramie ha ci akahuma zia,
o hatu zi ha jo. 
o ranmatu inru ha ge o 
cutu dani ha 
po agama asi po akahuma. 
Don ha indiri mie diripana li mie, 
ge vonalo ha mie zeda 
asi mie vonalo zeda ana mie. 
Poua o tu ima ranma ge 
nine ge urone 
panri ge ire. Inyu ha.

## Literatura
- Kenneth Searight: Sona : an auxiliary neutral language. – Londyn : Paul, Trench, Trubner & Co., 1935 (ang.).